# Sidonia von Borcke
Sidonia von Borcke (Strzmiele, 1548 – Stettino, 28 settembre 1620) è stata una nobile tedesca, conosciuta anche come Sidonie von Bork, Borke o Borken, processata e giustiziata per stregoneria. Nelle leggende postume, è stata descritta come una femme fatale e viene ricordata dalla letteratura inglese con l'appellativo di "Sidonia la Maga".

## Biografia
Nacque nel ducato di Pomerania da una famiglia ricca e nobile: suo padre Otto von Borcke zu Stramehl-Regenwalde morì nel 1551 mentre la madre Anna von Schwiechelt perì nel 1568. La sua vita fu instabile, segnata anche dalla morte di sua sorella nel 1600; a partire dal 1604 trascorse l'ultima parte della sua vita nella Fondazione delle Nobildonne, un'aggregazione luterana che aveva sede nell'ex abbazia di Marienfließ (oggi Marianowo) che dal 1569, in seguito alla Riforma protestante, era stata adibita a convento per le donne nobili e sposate.
In precedenza era stata coinvolta in diverse cause legali, inerenti al suo sostentamento, che la videro opposta a suo fratello Ulrich e a Giovanni Federico di Pomerania (1542-1600); una di queste vertenze finì alla corte imperiale di Vienna. Inoltre a Marienfließ Sidonia fu protagonista di numerosi conflitti, privati e giudiziari, con le sue coinquiline, soprattutto quelle più giovani, nonché con il personale amministrativo e tecnico: di conseguenza, nel 1606 la Unterpriorin (sottopriora) la escluse del convitto. Per riavere il suo posto Sidonia si appellò a Boghislao XIII di Pomerania, il quale inviò una commissione presieduta da Joachim von Wedel per dirimere la faccenda.
La commissione tuttavia non riuscì a placare gli animi ed anzi le controversie aumentarono sempre più, tanto che von Wedel chiese all'Hauptmann locale, Johannes von Hechthausen, di pensare a un metodo per "sbarazzarsi di quel serpente velenoso", alludendo ovviamente a Sidonia. In ogni caso, non si riuscì ad arrivare ad un verdetto definitivo, per via della scomparsa di tutti i protagonisti legali della vicenda: Boghislao morì nello stesso 1606, mentre von Hechthausen e von Wedel scomparvero tre anni dopo, così come la priora della Fondazione Magdalena von Petersdorff.
La nuova priora, Agnes von Kleist, confermò di non volerle riassegnarle il diritto all'alloggio e Sidonia intentò una causa contro di lei nel 1611, appellandosi all'autorità del nuovo duca Filippo II che, come il suo predecessore, inviò una commissione per studiare il caso: questa volta però essa era presieduta da Jost von Borcke, un parente della querelante, il quale era già stato coinvolto in processi riguardanti di Sidonia, da cui era uscito umiliato. Anche questa volta la delegazione giunse ad un nulla di fatto e il suo presidente disse che a Marienfließ regnavano "caos, sfiducia, insulti e violenza occasionale". Filippo II morì nel 1618 e il suo successore Francesco I, il quale stimava Jost von Borcke, gli ordinò di rimanere a capo della giunta.

## Processo e morte
Nel luglio del 1619, durante la messa, ci fu una lite incandescente tra Sidonia e la nuova sottopriora Dorothea von Stettin ed entrambe le donne furono arrestate: nel corso dell'interrogatorio, Dorothea accusò la nobildonna di stregoneria; più precisamente, asserì che Sidonia aveva costretto la factotum del convitto Wolde Albrechts a contattare il Demonio per avere notizie sul suo futuro. Wolde Albrechts, che viveva di chiromanzia e accattonaggio a seguito del suo licenziamento dalla Fondazione, era una donna chiacchierata: dopo aver viaggiato insieme ad alcuni zingari durante la giovinezza, intrattene relazioni instabili e, seppur non sposata, aveva un figlio illegittimo.
Dorothea von Stettin convinse la sua compagna di stanza Anna von Apenburg ad assecondare la sua storia: secondo la legge dell'epoca, la Constitutio Criminalis Carolina, due testimoni oculari erano sufficienti per condannare entrambe le imputate ma la von Apenburg ritrattò la sua dichiarazione quando le venne chiesto di ripeterla sotto giuramento. Il processo venne allora spostato a Stettino e i suoi atti, circa 1.000 pagine, sono conservati nell'archivio comunale di Greifswald (collocazione Rep 40 II Nr.37 Bd.I-III): la morte improvvisa di tutti i duchi di Pomerania venne imputata all'attività stregonesca di Sidonia e tale accusa superstiziosa venne rafforzata dall'estinzione del casato dei Greifen nel 1637.
La premessa del processo contro Sidonia von Borcken fu la vicenda giudiziaria di Wolde Albrechts, arrestata il 28 luglio 1619: il 18 agosto l'imputata dovette rispondere dei reati di maleficio e Teufelsbuhlschaft (cioè di aver avuto rapporti sessuali col Diavolo) e il 2 settembre la tortura venne ammessa come mezzo legittimo d'interrogatorio da parte del giudice supremo di Magdeburgo. Il 7 settembre, Wolde Albrechts confessò i suoi crimini sotto tortura e in seguito accusò Sidonia von Borcke e altre due donne di stregoneria: dopo aver confermato questa dichiarazione in presenza di Sidonia il 1º ottobre, la donna venne bruciata sul rogo il successivo 9.
La sua confessione venne utilizzata per aprire il processo contro Sidonia von Borcke, che iniziò il 1º ottobre: una volta arrestata, la nobildonna tentò di volare e di suicidarsi ma fallì in entrambe le occasioni. Il 18 novembre 1619 venne trasferita nella prigione di Stettino e nel successivo dicembre le vennero contestati ben 72 reati, tra cui: gli omicidi del nipote Otto von Borcke, del prete David Lüdecke, del duca Filippo II, della priora Magdalena von Petersdorff, del custode Matthias Winterfeld e del consigliere concistoriale Heinrich Schwalenberg; la paralisi della nobildonna Katharina Hanow; chiromanzia e chiaroveggenza; contatti sessuali con il Diavolo (che si sarebbe materiallizato in animali domestici come il suo gatto Chim) e pratiche di magia nera come la preghiera del "salmo di Giuda" e l'aver posizionato delle scope incrociate sotto il tavolo della cucina.
In gennaio vennero ascoltati una cinquantina di testimoni e all'imputata venne assegnato un avvocato difensore, Elias Pauli. La difesa cercò di dimostrare che i decessi contestati a Sidonia erano dovuti a morte naturale, ma lo stesso Pauli prese le distanze dalle dichiarazioni della nobildonna contro Jost von Borcke ed altri funzionari: durante il dibattimento la "presunta strega" mantenne un contegno fiero e battagliero, non rinunciando alla sua verve polemica e accusatoria, tanto che il 28 giugno il tribunale di Magdeburgo autorizzò l'utilizzo della tortura contro di lei.
Il 28 luglio Sidonia venne condotta sul luogo dell'esecuzione, percossa quattro volte con le pinze e ustionata; di conseguenza confessò: tuttavia ritrattò successivamente la sua ammissione e venne nuovamente torturata il 16 agosto. Il verdetto finale giunse il 1º settembre 1620: Sidonia von Borcke venne ritenuta colpevole di tutti i reati a lei ascritti e condannata alla decapitazione e al rogo del corpo esanime. Si procedette alla sentenza dietro al cancello del mulino di Stettino e la data del 28 settembre, anche se non è certa, viene comunque ritenuta la più probabile.

## Sidonia nella narrativa

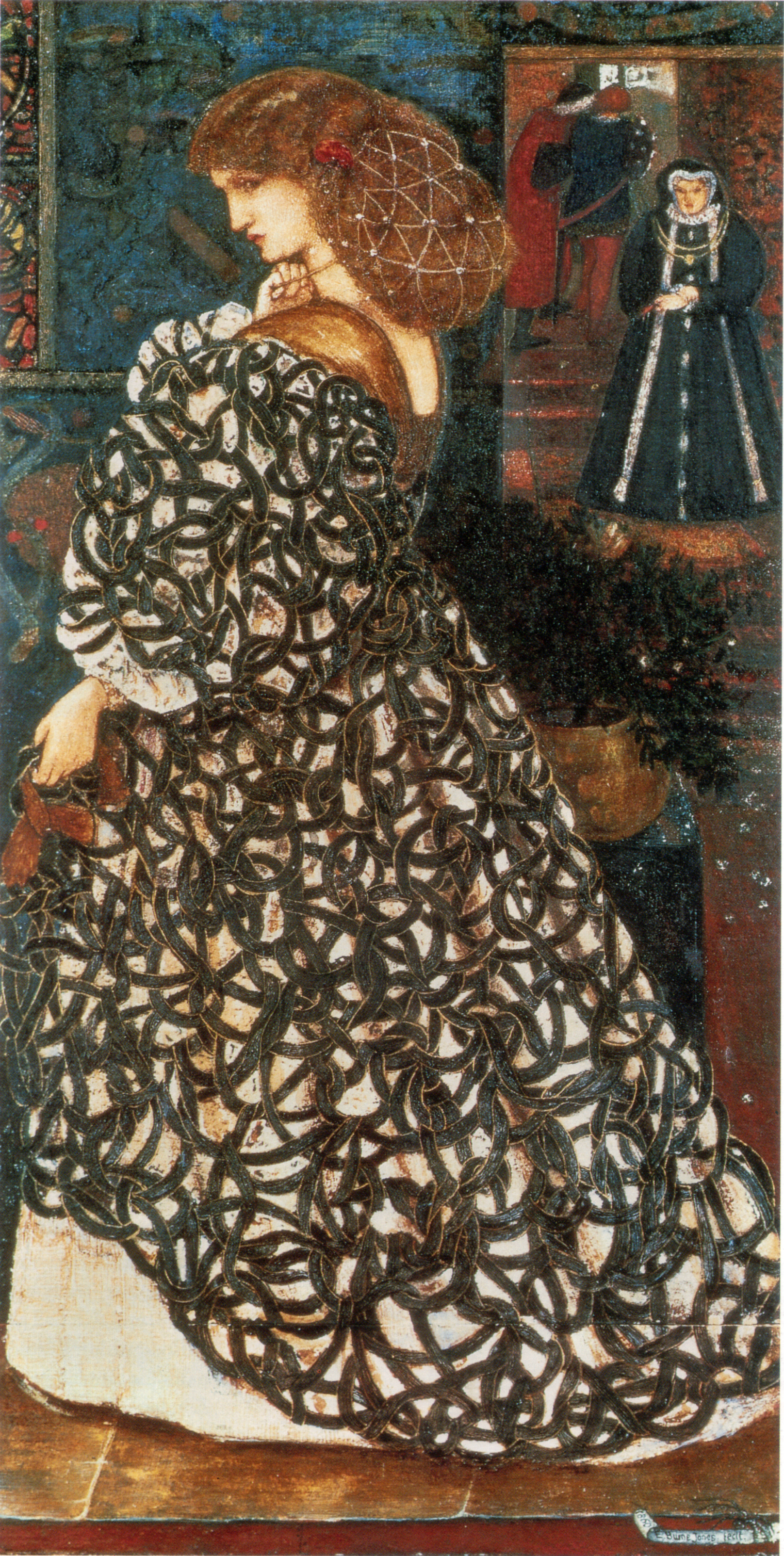
Sidonia von Bork di Edward Burne-Jones, 1860 (museo Tate Britain)

Dopo la morte di Sidonia von Borcke, il suo destino diventò leggendario e ancor più fortemente associato all'estinzione della Casa di Pomerania nelle cronache del XVII secolo: raffigurata come una femme fatale, ella fu oggetto di numerose opere di narrativa nella letteratura tedesca e in quella inglese, in particolare nel XIX secolo. Lo scrittore Christian August Vulpius, cognato di Goethe, nel 1812 dedicò alla nobildonna un capitolo del suo Pantheon delle donne famose e degne di nota.
Il romanzo gotico Sidonia von Bork fu scritto nel 1847/8 dal sacerdote pomerano Wilhelm Meinhold, pubblicato in tre volumi nel 1848: la traduzione inglese di questa opera venne data alle stampe con il titolo di Sidonia la Maga da Jane Francesca Elgee (madre di Oscar Wilde) e William Morris. Il primo adattamento in inglese divenne un cult letterario dell'età vittoriana, tanto che nessun libro tedesco ha mai avuto un tale successo in Gran Bretagna
Fu soprattutto tra i Preraffaelliti che la sua figura ebbe grande successo: Edward Burne-Jones dipinse un celebre quadro raffigurante Sidonia come una donna fatale in stile Medusa mentre Dante Gabriel Rossetti leggeva e citava "incessantemente" i libri a lei dedicati; Fanny Cornforth, modella e amante di lungo corso dello stesso Rossetti, posò come impersonificatrice dell'ormai celebre maga.
Gli altri autori che scrissero un romanzo su di lei furono Albert Emil Brachvogel (1824-1878) e Paul Jaromar Wendt (1840-1919), che però raggiunsero un successo minore. Il poeta e romanziere Theodor Fontane (1819-1898) aveva in programma di scrivere il romanzo Sidonie von Borcke fin dal 1879, ma non arrivò a completarlo: ci sono giunti soltanto alcuni frammenti di esso, che vennero dati alle stampe nel 1966.